# A Pallas nagy lexikona
A Pallas nagy lexikona, alcímén Az összes ismeretek enciklopédiája a 19. század legvégének nagy irodalmi alkotása, az első önálló vállalkozású, nem fordításon alapuló magyar nagylexikon. Adatgazdag, részletességre és egyetemességre törekvő volta miatt máig az egyik legjelentősebb magyar nyelvű lexikon, különösen igényes nyomdatechnikai és könyvkötészeti kiállítása ugyanakkor napjainkban is a könyvespolcok kedvelt sorozatává, lakásdísszé teszik.

## Története
Készítése 1893-ban kezdődött el, és 16 kötetben jelent meg, amit 1900-ban két pótkötet követett. Kiadója, a Pallas Irodalmi és Nyomdai Rt. 1884-ben alakult Budapesten. Több mint 300 szerkesztője között a magyar tudományos világ szinte minden részéből találhatunk neveket.
Az utolsó kötet 1897 karácsonyán került a boltokba, megkoronázva egy szinte erején felüli vállalkozást. Gerő Lajos, a Pallas Rt. vezérigazgatója így ír:
„Mély hálával vagyok eltelve, mert befejezve látom azt a vállalkozást, mely sokak véleménye szerint annyira felülmúlta a hazai viszonyok mértékét, hogy az ügy legjobb barátjai is féltették, intették tőle magát a vállalkozót. A Pallas Nagy Lexikonának legutolsó levele is megvan és a munka egészben csaknem egy negyedével múlja fölül amaz arányokat, amely részint elbirhatatlan nagyoknak, részben megközelíthete[t]lennek itéltek azok, akik ebben a dologban szakértők. Az ime befejezett vállalkozást a legteljesebb anyagi és erkölcsi felelősség tudatában indítványoztam és kezdeményeztem, de egyszersmind a legteljesebb bizalommal a magyar olvasó és tanulni vágyó közönség iránt. Tudtam, hogy a Pallas Nagy Lexikona megtalálja azt, – aki olyan régen és olyan nehezen várja – a mívelt magyar olvasót.”
A lexikon 18 kötete több mint 150 ezer címszót és tízezer ábrát tartalmaz.
Ennek jogait szerezték meg a Révai Testvérek 1911-ben, a Révai nagy lexikona számára. 1998-ban az Arcanum Adatbázis Kft. a teljes művet (meglevő hibáival együtt) digitalizálta, s CD-n kiadta. Ezt a kiadást vásárolta meg később a Magyar Elektronikus Könyvtár, s az interneten is kereshető változatban elérhetővé tette – igaz, képek nélkül. Az Arcanum által digitalizált változat CD-kiadása tartalmazza a képeket is. A képaláírásokat levágták a képekről.

## Szerzői
A Pallas nagy lexikonának szerkesztője a kiadó vezérigazgatója, Gerő Lajos volt, a tényleges szerkesztői tevékenységet azonban Bokor József végezte. A háromszáz szerző közt a kor olyan kiemelkedő tudósai is fellelhetők, mint Alexander Bernát, Bánki Donát, Cholnoky Jenő, Csemegi Károly, Divald Kornél, Goldziher Ignác, Eötvös Loránd, Kürschák József, Marczali Henrik, Nagy Ferenc, Négyesy László, Pasteiner Gyula, Péterfy Jenő, Petrik Lajos, Szinnyei József, Thirring Gusztáv, Vadas Jenő, Vámbéry Ármin.

## Tartalma
A Pallas nagy lexikona 18 kötete 16 744 kéthasábos oldalt, 150 ezer címszót, azon belül közel hétezer latin, három és félezer görög, két és félezer francia, több ezer angol, német és olasz eredetű kifejezést, hat és félezer növény, s közel ennyi állat nevét tartalmazza, gyakorlatilag a századforduló ismereteinek tükre. Hogy kiktől mi minden és milyen címszó alatt mekkora terjedelemben kerüljön a lexikonnak tizennyolc kötetébe, azt Bokor József állapította meg évekre terjedő előmunkálatok során.
Az 1998-ban elkészült digitális verzió 90 millió betűt, 30 ezer belső hivatkozást és közel 10 ezer eredeti illusztrációt tartalmaz.

## Kiállítása
A kötetek különböző kötésváltozatokkal jelent meg:
- fekete borító, aranyozott növényi mintás gerincdísszel, sorozatjelzés arany kör alakú mezőben, címjelzés piros, téglalap alakú mezőben[5]
- barna borító, aranyozott növényi mintás gerincdísszel, sorozatjelzés és címjelzés 1-1 barna  téglalap alakú mezőben, sorozatszámjelzés barna kör alakú mezőben[5]
- fekete, dombornyomott borító, aranyozott növényi mintás gerincdísszel, sorozatjelzés és címjelzés 1-1 piros téglalap alakú mezőben, sorozatszámjelzés arany kör alakú mezőben
- barna borító, aranyozott fonatos mintás gerincdísszel, sorozatjelzés és címjelzés 1-1 barna  téglalap alakú mezőben, sorozatszámjelzés barna kör alakú mezőben[6]
- szürke borító, fekete alapon aranyozott szecessziós gerincdísszel[7]

Az egyes kötetek 25 x 17 cm nagyságú, fényezett papíron kerültek kiadásra. A szöveg kéthasábos oldalakra lett szedve, emellett a művet nagy számú fekete-fehér szövegkép, fekete-fehér és színes egész oldalas kép, térképek, listák, táblázatok, leszármazási táblák tették kívánatossá az olvasóközönség előtt. A Pallas nagy lexikon joggal nevezhető a Monarchia kora egyik díszművének.

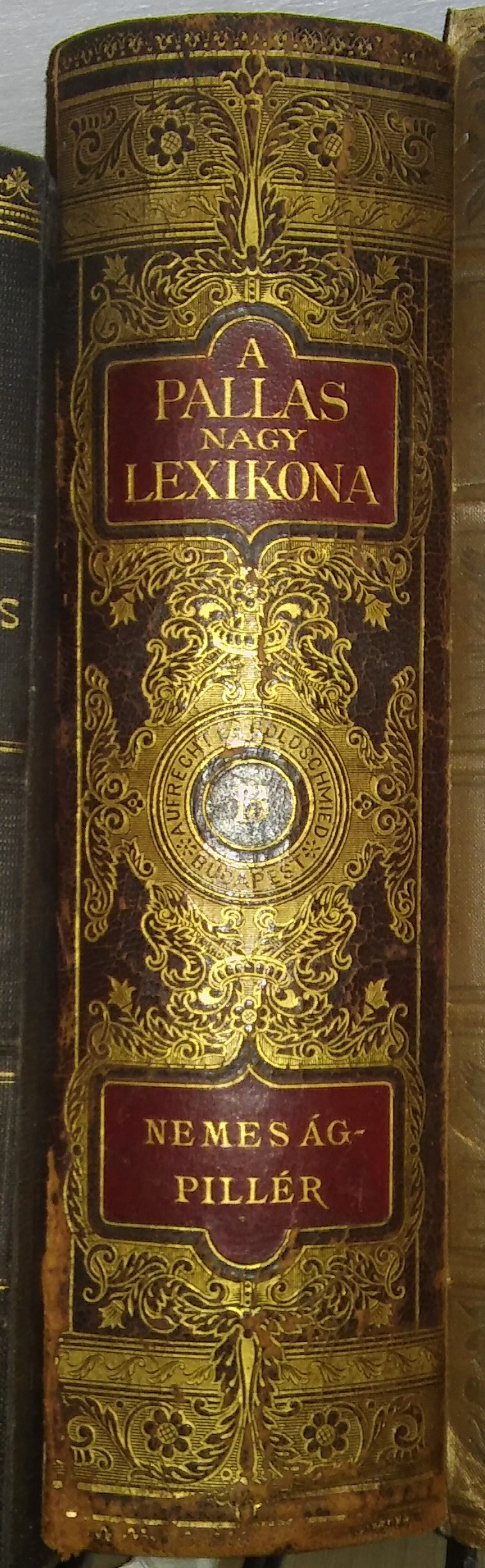
Kötésváltozatok
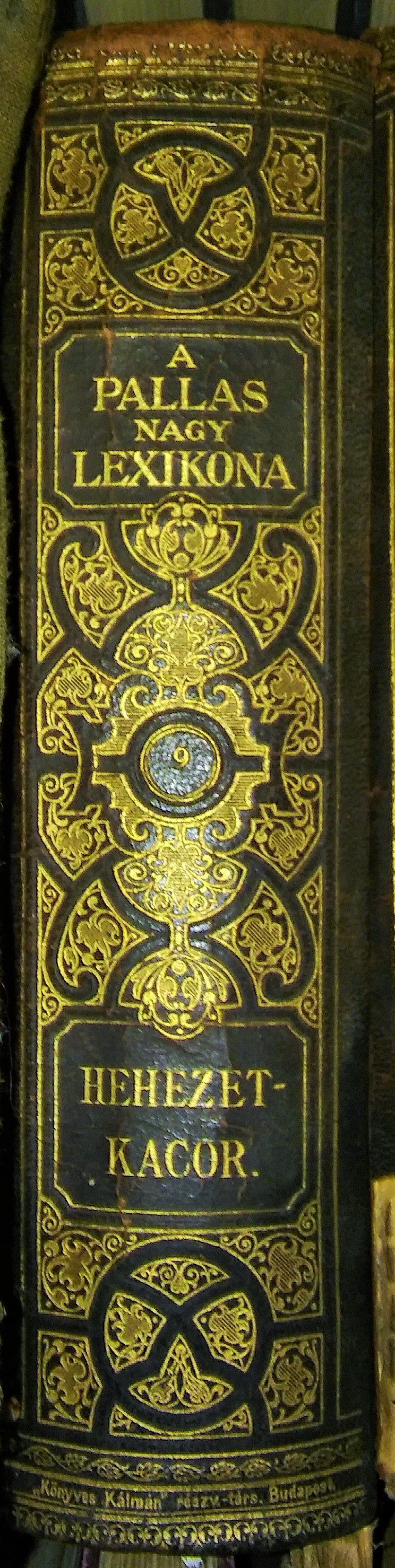
Kötésváltozatok

## Szerzői jogok
A lexikon kiadási éve régebbi, mint a szerzői jogi védelmi idő (70 év), ezért tartalma valószínűleg szabadon felhasználható. (Jelenleg (2025) az 1955 előtt elhunyt szerzők művei, valamint az 1955 előtt kiadott, több szerző által készített művek közkincsek, és szabadon felhasználhatóak.)

## Kötetbeosztása
| Kötetszám    | Kötetcím                | Kiadási év | Oldalszám  |
| ------------ | ----------------------- | ---------- | ---------- |
| I. kötet     | A–Aradmegye             | 1893       | 812 oldal  |
| II. kötet    | Arafale–Békalen         | 1893       | 837 oldal  |
| III. kötet   | Békalencse–Burgonyavész | 1893       | 845 oldal  |
| IV. kötet    | Burgos–Damjanich        | 1893       | 884 oldal  |
| V. kötet     | Dammara–Elektromos gép  | 1893       | 861 oldal  |
| VI. kötet    | Elektromos hal–Fék      | 1894       | 803 oldal  |
| VII. kötet   | Fekbér–Geszt            | 1894       | 965 oldal  |
| VIII. kötet  | Gesztely–Hegyvám        | 1894       | 816 oldal  |
| IX. kötet    | Hehezet–Kacor           | 1895       | 1027 oldal |
| X. kötet     | Kacs–Közellátás         | 1895       | 965 oldal  |
| XI. kötet    | Közép–Magyal            | 1895       | 823 oldal  |
| XII. kötet   | Magyar–Nemes            | 1896       | 1047 oldal |
| XIII. kötet  | Nemes ág–Pillér         | 1896       | 1065 oldal |
| XIV. kötet   | Pillera–Simor           | 1897       | 1115 oldal |
| XV. kötet    | Simor-kódex–Tearózsa    | 1897       | 980 oldal  |
| XVI. kötet   | Téba–Zsuzsok            | 1897       | 1242 oldal |
| I. pótkötet  | A–J                     | 1904       | 792 oldal  |
| II. pótkötet | K–Z                     | 1904       | 864 oldal  |